# Muhammad Najati Sidqi
Muhammad Najati Sidqi (en árabe: محمد نجاتي صدقي‎; Jerusalén, Imperio otomano, 19 de mayo de 1905 - Atenas, 17 de noviembre de 1979) fue un intelectual, escritor, traductor y sindicalista palestino que desempeñó un papel importante en el movimiento palestino por la independencia y fue uno de los pocos árabes que luchó en el bando republicano en la guerra civil española.

## Biografía
Sidqi nació en una familia palestina de clase media en Jerusalén en 1905. Su padre, Bakri Sidqi, era un maestro de ascendencia turca y su madre, Nazira Murad, provenía de una prominente familia mercantil de Jerusalén. Después de una educación temprana allí, se fue con su padre en 1914, ya que este último trabajaba en otras partes del Imperio otomano, y en sus años de formación creció en Damasco, El Cairo y Yeda en el Hiyaz, donde Bakri se había unido a la campaña del príncipe Fáysal. Al regresar a Palestina, se convirtió en empleado del Departamento de Correos y Telégrafos del Mandato Británico de Palestina. Allí conoció a trabajadores judíos que lo introdujeron al comunismo. Pasó tres años, de 1925 a 1928, en la Universidad Comunista del Este de la Internacional Comunista, y durante su estancia allí se casó con una comunista ucraniana. En 1928, Sidqi, que se encontraba en la capital, se puso en contacto con Stalin, Nikolái Bujarin, Georges Marchais y Jalid Bakdash (líder kurdo del Partido Comunista Sirio) conoció a Mao Zedong y al poeta turco Nâzım Hikmet y a miembros de la familia de Jawaharlal Nehru. En 1928, regresó a Palestina con su esposa y juntos comenzaron a organizar actividades contra las autoridades del Mandato Británico.
Con motivo de los disturbios de 1929, los comunistas judíos se dividieron entre aquellos que simpatizaban con las víctimas de las masacres y otros que, como los comunistas árabes, consideraban que se trataba de un momento de revuelta árabe contra el Mandato Británico, la confiscación de tierras y el empobrecimiento del campesinado. Sidqi, que residía en Haifa, donde supervisaba la sección local del Partido y mantenía contactos regulares con el jeque Izzedin al-Qassam, definió la muerte de este último en 1935 como una de martirio. La Internacional Comunista había dado instrucciones al Partido Comunista Palestino para que se arabizara ya en 1924, sin mucho éxito. Una de las tareas que el Partido asignó a Sidqi fue emprender esta arabización. La rama palestina del partido estaba dominada en gran medida por judíos con tendencias socialistas y era sospechosa de tener en sus filas a militantes con simpatías sionistas. En 1930, Sidqi fue detenido por la policía del Mandato en Jaffa y condenado a 2 años de prisión, que cumplió en Jerusalén, Jaffa y Acre. Su hermano mayor Ahmad, que también había estudiado con él en la Universidad Comunista del Este, fue el principal testigo de la acusación.Los informes de las autoridades del Mandato lo presentan como un informante de la policía, que proporcionó amplios detalles de los contactos y el entrenamiento de la Comintern. A finales de 1932, tras salir de prisión, donde conoció a Abu Jilda, el Partido le ordenó ponerse en contacto con Awni Abd al-Hadi para empezar a coordinarse con el Partido de la Independencia Istiqlal. Cuando la vigilancia de la administración del Mandato se intensificó, el Partido Comunista lo sacó clandestinamente al extranjero en junio de 1933, a París, donde asumió la dirección de la revista en lengua árabe de la Internacional, The Arab East. Las autoridades francesas lo arrestaron posteriormente y lo deportaron a Palestina. 
En 1935 fue enviado a Taskent para estudiar directamente la cuestión de la nacionalidad bajo el comunismo. Mientras estuvo en Uzbekistán, desarrolló estrechas relaciones con los líderes comunistas uzbekos Akmal Ikrámov y Fayzulló Xojáyev.  Ambos se alinearon con las políticas agrarias de Nikolái Bujarin, que eran contrarias a la línea marcada por Stalin. También le familiarizaron con las ideas de la Oposición de izquierda al estalinismo, asociada a Grigori Zinóviev. Sus dos amigos uzbekos fueron asesinados poco después, víctimas de la Gran Purga de Stalin. Sidqi tenía experiencia de primera mano de la Alemania nazi, pues había viajado por el país en 1936, y cuando, más tarde, la lealtad al partido le dictó silencio tras la firma del pacto Ribbentrop-Mólotov, se negó a ceder y ocultar su desacuerdo.
Sidqi era uno de los al menos cuatro árabes palestinos (los otros tres eran Mahmoud al-Atrash, Ali Abds al-Jaliq y Fawsi al-Nabulsi) que se sabe que lucharon en el bando republicano durante la guerra civil española. Este tipo de participación fue duramente criticada por los principales periódicos palestinos (aunque no por los panfletos comunistas locales). Reflejando la tendencia general del movimiento nacional palestino, periódicos como Filastin eran reacios al comunismo y apoyaban a los fascistas españoles, en parte por un deseo de antagonizar tanto a Gran Bretaña como a Francia, las potencias coloniales de la región. Mientras estuvo en España, a donde llegó en agosto de 1936, Sidqi se comprometió, por instrucciones de la Comintern, a viajar bajo un alias marroquí (Mustafa Ibn Jala) y a realizar propaganda destinada a disuadir a los marroquíes en las fuerzas de Franco de luchar. Argumentó que la ideología fascista era contraria al Islam. En Barcelona se presentó en español a la milicia del gobierno local, según sus memorias, en los siguientes términos:
Soy un voluntario árabe. He venido a defender la libertad en Madrid, a defender Damasco en Guadalajara, Jerusalén en Córdoba, Bagdad en Toledo, El Cairo en Zaragoza y Tetuán en Burgos.
Bajo el seudónimo de Mustafa Ibn Jala, escribía para el periódico comunista Mundo Obrero, instando a los marroquíes a desertar del ejército fascista. Sin embargo, la mayor parte de su actividad consistía en hacer programas de radio, escribir panfletos en árabe y arengar a las tropas marroquíes en sus trincheras mediante un megáfono. Su propuesta de que se promoviera una revolución anticolonial en el Rif marroquí para privar a los fascistas de carne de cañón se topó con la firme oposición de Dolores Ibárruri del Partido Comunista Español, de quien se dice que se oponía a cualquier alianza con lo que ella llamaba "hordas de moros, salvajes bestiales (morisma salvaje) ebrios de sensualidad que violan a nuestras mujeres e hijas". Frustrado por los pocos marroquíes que se convencieron y sufriendo la hostilidad del partido hacia ellos, abandonó España en diciembre de 1936.
Sidqi se trasladó entonces a Argelia, donde intentó, sin éxito, crear una emisora de radio clandestina para difundir llamamientos a los nativos de las montañas del Rif para que desertaran. La oposición de Ibárruri a su trabajo hizo que se le prohibiera regresar a la España republicana. Posteriormente, el partido le hizo volver al Líbano, donde reanudó sus actividades periodísticas.
En 1940, poco después del estallido de la Segunda Guerra Mundial, publicó un estudio extenso en el que defendía la incompatibilidad del nazismo y la tradición islámica. La obra, titulada Las tradiciones islámicas y los principios nazis: ¿pueden estar de acuerdo?, se publicó simultáneamente en Beirut y El Cairo. Junto con las tensiones en sus relaciones personales con el líder del Partido Comunista Sirio, Jalid Bakdash, la publicación provocó su expulsión del Partido Comunista, que consideraba que la dependencia de la obra de muchos textos islámicos era contraria a los principios secularistas del marxismo.
En el período de posguerra disfrutó de una exitosa carrera como crítico literario y presentador de radio tanto en el Líbano como en Chipre. Tuvo un hijo y una de sus hijas se convirtió en una destacada médica en la Unión Soviética. Sidqi murió en el exilio en Atenas en 1979.

## Obras
Su libro Un árabe que luchó en España fue publicado bajo el nombre de Jalid Bakdash, su adversario kurdo dentro del Partido Comunista, hecho que no hizo más que aumentar su enemistad hacia Bakdash y el Partido. 
Sus traducciones incluían obras que abarcaban desde los principales novelistas estadounidenses y chinos hasta los clásicos rusos: introdujo a Aleksandr Pushkin, Antón Chéjov y Máximo Gorki en el mundo árabe.
Publicó dos colecciones de cuentos, muchos de ellos describiendo las vidas y los sentimientos internos de las clases bajas. La primera, Las hermanas tristes (al-Akhwat al-Hazinat, El Cairo 1953), analiza los problemas que encontraron los palestinos al adaptarse desde la tradicional y romántica Jaffa árabe a la creciente metrópolis de Tel Aviv y a los extraños hábitos de los extranjeros, la nueva sociedad judía.
El cuento que da título al libro (1947) es la narración de un hombre palestino, sentado al pie de uno de cinco sicomoros, el residuo irregular de lo que una vez fue un huerto árabe, y que los imagina como cinco hermanas que, vestidas de luto, recuerdan los rápidos cambios que se produjeron cuando el huerto fue tomado por la expansión urbana moderna. Mientras una tormenta otoñal arrasa la zona, los árboles se mantienen firmes como «montañas imponentes». El segundo, El millonario comunista (Beirut, 1963), consta de muchas viñetas satíricas de comunistas árabes que conocía. Sus memorias, editadas por Hanna Abu Hanna, se publicaron en Beirut en 2001.

## Homenajes
En Ramala se ha celebrado un premio literario en su honor, el Concurso Najati Sidqi.